# Lan Bình
Huyện tự trị dân tộc Bạch và dân tộc Phổ Mễ Lan Bình (giản thể: 兰坪白族普米族自治县; phồn thể: 蘭坪白族普米族自治縣; Hán-Việt: Lan Bình Bạch tộc Phổ Mễ tộc Tự trị huyện; bính âm: Lánpíng Báizú Pǔmǐzú Zìzhìxiàn) là một huyện tự trị thuộc châu tự trị dân tộc Lật Túc Nộ Giang thuộc tỉnh Vân Nam, Trung Quốc.

## Trấn
- Kim Đỉnh (金顶镇)
- Thông Điện (通甸镇)
- Lạp Tĩnh (啦井镇)
- Doanh Bàn (营盘镇)

## Hương
- Thố Nga (兔峨乡)
- Hà Tây (河西乡)
- Thạch Đăng (石登乡)
- Trung Bài (中排乡)